# Dorcatoma integra
Dorcatoma integra là một loài bọ cánh cứng thuộc chi Dorcatoma trong họ Ptinidae.